# Teun Buijs
Teun Buijs (Oostzaan, 24 februari 1960) is een Nederlands volleybaltrainer en voormalig topvolleyballer. 

## Loopbaan als speler
Als vierjarige begon Buijs met volleybal bij VV Compaen. In de jaren tachtig maakte hij deel uit van het team van Brother Martinus in Amstelveen. Hij maakte daar de beginfase mee van het geroemde Bankrasmodel, dat uitmondde in een gouden medaille tijdens de Olympische Spelen van Atlanta in 1996. Naast 6 nationale titels veroverde hij met deze ploeg driemaal een derde plaats in de Europacup. Met de Nederlandse volleybalploeg, waarvoor hij 321 keer uitkwam, nam hij deel aan de Olympische Zomerspelen 1988 en eindigde als vijfde. Hij speelde ook nog enige tijd voor Noliko Maaseik.

## Loopbaan als trainer
In 1991 werd hij trainer bij VV Zaanstad waar hij ook zijn dochter Anne trainde. Hij was vier jaar lang assistent-bondscoach bij de Nederlandse damesvolleybalploeg naast Avital Selinger en trainde het Nederlandse jeugdteam. Vervolgens trainde Buijs clubs in Zwitserland en Duitsland.

## Privé
Buijs' dochter Anne is ook professioneel volleybalster en maakt deel uit van de Nederlandse vrouwenploeg. 
Edwin Benne · Peter Blangé · Ron Boudrie · Marco Brouwers · Teun Buijs · Rob Grabert · Pieter Jan Leeuwerink · Jan Posthuma · Avital Selinger · Martin Teffer · Ronald Zoodsma · Ron Zwerver